# François de Chasseloup-Laubat

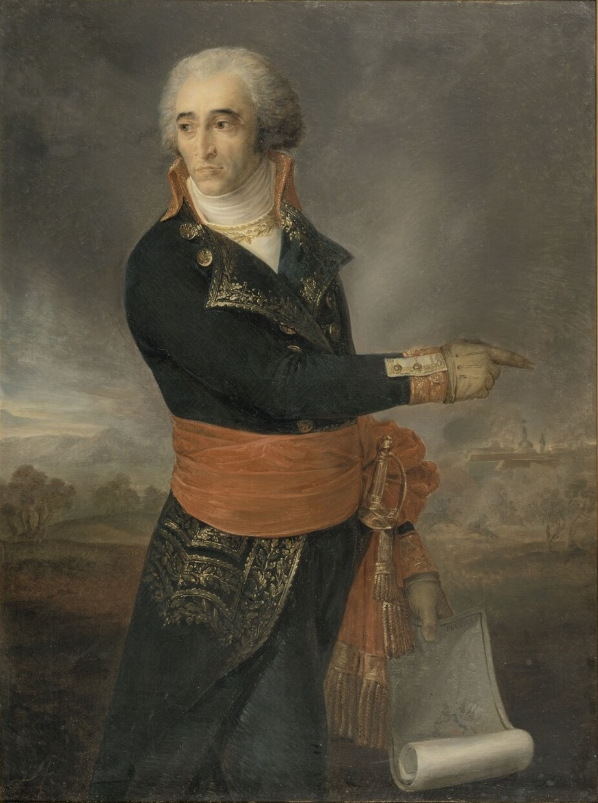
Retrato por Georges Rouget, 1838

François Charles Louis, marquês de Chasseloup-Laubat (fr; 18 de agosto de 1754 – 3 de outubro de 1833) foi um general e engenheiro militar francês durante as Guerras Revolucionárias Francesas e as Guerras Napoleônicas.

## Biografia
François de Chasseloup-Laubat nasceu em Saint-Sornin (Charente Inferieure), em uma família nobre, e ingressou no corpo de engenheiros do exército francês em 1774.
Ainda era um subalterno quando eclodiu a Revolução Francesa, sendo promovido a capitão em 1791. Sua habilidade como engenheiro militar foi reconhecida nas campanhas de 1792 e 1793. No ano seguinte, destacou-se em várias ações e foi promovido sucessivamente a chef de bataillon e coronel. Foi chefe dos engenheiros no cerco de Mainz em 1793, após o qual foi enviado à Itália. Lá, comandou as posições e linhas de avanço do exército de Bonaparte. Foi promovido a general de brigada antes do final da campanha e posteriormente foi incumbido de fortificar a nova fronteira do Reno da França.
Seu trabalho como chefe dos engenheiros no exército da Itália (1799) foi notoriamente bem-sucedido, e após a Batalha de Novi foi promovido a general de divisão. Quando Napoleão retornou ao campo de batalha em 1800 para reverter os desastres de 1799, voltou a escolher Chasseloup como seu engenheiro-chefe. Durante a paz de 1801–1805, ele foi encarregado principalmente da reconstrução das defesas do norte da Itália, especialmente do posteriormente famoso Quadrilátero. Sua chef-d'œuvre foi a grande fortaleza de Alessandria, no rio Tanaro.
Em 1805, permaneceu na Itália com André Masséna, mas no final de 1806 Napoleão, então envolvido na campanha da Polônia, convocou-o para a Grande Armée, com a qual serviu na campanha de 1806–07, dirigindo os cercos de Colberg, Danzig e Stralsund. Durante a dominação napoleônica na Alemanha, Chasseloup reconstruiu várias fortalezas, especialmente a de Magdeburgo. Na campanha de 1809, voltou a atuar na Itália. Em 1810, Napoleão o nomeou conselheiro de Estado. Sua última campanha foi a de 1812, na Rússia.
Aposentou-se do serviço ativo pouco depois, embora em 1814 ainda tenha sido ocasionalmente chamado para inspeções e construções de fortificações. Luís XVIII o fez par da França e cavaleiro de São Luís. Recusou-se a apoiar Napoleão durante os Cem Dias, mas após a Segunda Restauração votou na câmara dos pares contra a condenação do Marechal Ney.
Na política, pertencia ao partido constitucionalista. O rei o fez marquês. Os últimos anos de Chasseloup foram dedicados principalmente à organização de seus manuscritos, tarefa que teve de abandonar devido à perda da visão. Sua única obra publicada foi Correspondance d'un général français, etc. sur divers sujets (Paris, 1801; republicada em Milão, 1805 e 1811, sob o título Correspondance de deux généraux, etc., essais sur quelques parties d'artillerie et de fortification). Os mais importantes de seus documentos encontram-se manuscritos no Depósito de Fortificações, em Paris.
Como engenheiro, Chasseloup era adepto, embora com visões avançadas, do antigo sistema de bastiões aperfeiçoado por Vauban. Seguiu em muitos aspectos o engenheiro H. J. B. de Bousmard, cujo Essai Général de Fortification foi publicado em 1797 e que caiu, como oficial prussiano, na defesa de Danzig em 1807, contra o próprio ataque de Chasseloup. Sua frente, como aplicada em Alessandria, contém muitas elaborações do traçado em bastião, com flancos mascarados na tenalha, que serviam como flancos adicionais dos bastiões. O próprio bastião era cuidadosamente e minuciosamente retranqueado. O revelim comum foi substituído por uma pesada caponnière abobadada, seguindo o exemplo de Montalembert e, como o de Bousmard, seu próprio revelim era uma obra grande e poderosa projetada além do glacis.

Sua esposa, filha de François Fresneau de La Gataudière, trouxe-lhe o Château de la Gataudière, em Marennes, Charente-Maritime; seu filho mais novo, Prosper de Chasseloup-Laubat, foi Ministro da Marinha sob Napoleão III.